# Крушениця
Крушениця (пол. Kruszenica) — село в Польщі, у гміні Рацьонж Плонського повіту Мазовецького воєводства.
Населення — 64 особи (2011).
У 1975-1998 роках село належало до Цехановського воєводства.

## Демографія
Демографічна структура станом на 31 березня 2011 року:
|          | Загалом | Допрацездатний вік | Працездатний вік | Постпрацездатний вік |
| -------- | ------- | ------------------ | ---------------- | -------------------- |
| Чоловіки | 35      | 9                  | 19               | 7                    |
| Жінки    | 29      | 6                  | 13               | 10                   |
| Разом    | 64      | 15                 | 32               | 17                   |